# Murat-le-Quaire

Murat-le-Quaire este o comună în departamentul Puy-de-Dôme, Franța. În 1 ianuarie 2022 avea o populație de 486 de locuitori.